# Hopping Mappy
Hopping Mappy (ホッピングマッピー?, Hoppingu Mappī) è un videogioco arcade sviluppato da Game Studio e pubblicato dalla Namco nel 1985. Trattasi del diretto sequel di Mappy, il quale, a differenza del predecessore, non vide mai un'uscita in Occidente e non è stato convertito su nessuna piattaforma del tempo.
È stato emulato per la prima volta - ed è tuttora presente - nell'antologia di Hamster Corporation Arcade Archives per PlayStation 4 e Nintendo Switch.

## Modalità di gioco
Il giocatore impersona Mappy, il topo poliziotto, mentre rimbalza su un salterello per correre in cerchio attorno ai Meowkies, i gatti rosa, che pattugliano verticalmente o orizzontalmente. C'è anche Nyamco, un gatto che pattuglia a zigzag, ma deve fare delle pause occasionali. Nel prato ci sono otto tesori che il giocatore deve afferrare per completare un livello, tranne nel "bonus round" in cui dovrà solo raccogliere tutti i palloncini che può prima che la musica di sottofondo finisce. L'intrigo principale qui è superare un blocco di Meowkies.
I controlli sono semplici: Mappy può rimbalzare in una qualsiasi delle quattro direzioni, gli unici posti in cui può atterrare sono i centri delle caselle della scacchiera (rendendo poche posizioni in totale) e si muoverà alla stessa velocità dei gatti. Se il giocatore preme il pulsante dell'acceleratore e corre in giro, andrà due volte più veloce. Se impiega però troppo tempo per completare il livello, apparirà un avviso "Hurry" e i gatti accelereranno, abbinandosi alla velocità accelerata di Mappy. Se il giocatore impiega di nuovo troppo tempo dopo l'avviso, apparirà una moneta Gosenzo blu che lo inseguirà. Questa moneta è più veloce di Mappy e alla fine ucciderà il giocatore a meno che non raccolga il tesoro finale prima che lo raggiunga.

## Accoglienza
In Giappone, la rivista Game Machine elencò Hopping Mappy nel numero del 15 aprile 1986 come la tredicesima unità arcade di maggior successo del mese.